# Międzynarodowy Komitet Czerwonego Krzyża

Logo MKCK

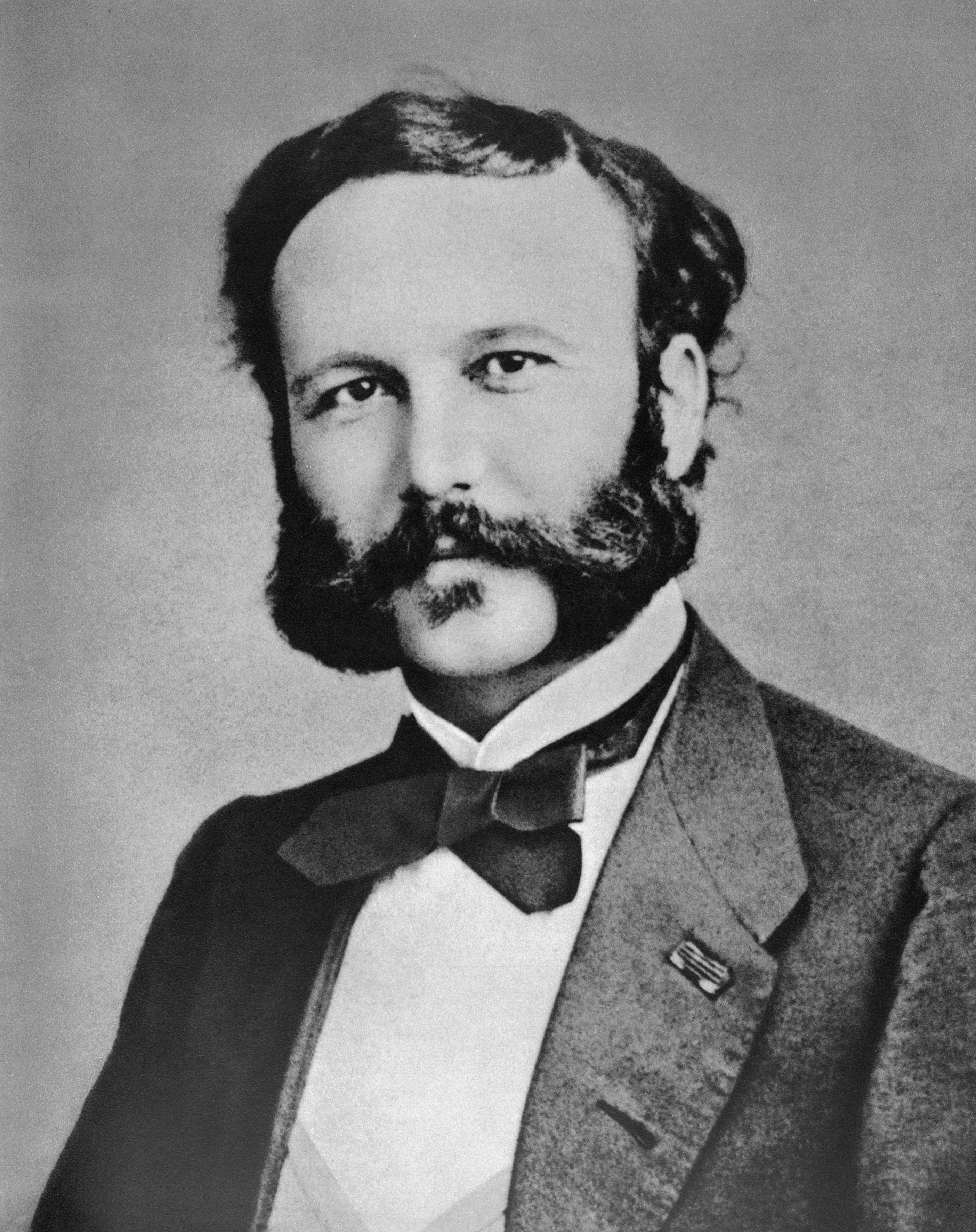
Henri Dunant (1828-1910)

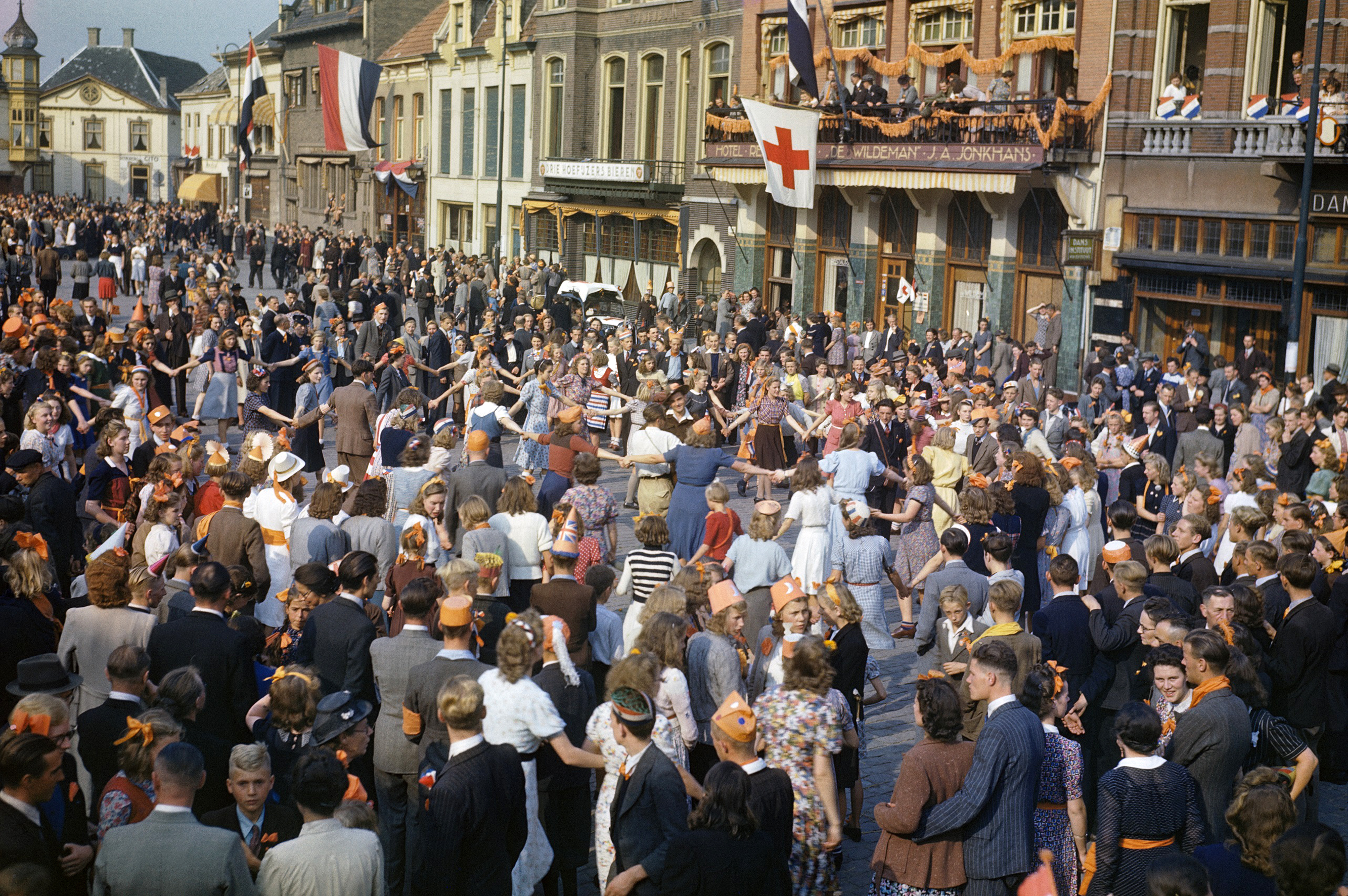
Czerwony Krzyż obecny podczas wyzwolenia Eindhoven w czasie II wojny światowej w 1944

Międzynarodowy Komitet Czerwonego Krzyża, MKCK – organizacja humanitarna z siedzibą w Genewie, której głównym celem działania jest pomoc poszkodowanym w wyniku konfliktów zbrojnych. MKCK jest czterokrotnym laureatem Pokojowej Nagrody Nobla.

## Informacje ogólne
Międzynarodowy Komitet Czerwonego Krzyża jest niezależną, neutralną organizacją zapewniającą ochronę i pomoc humanitarną ofiarom wojny i przemocy. Nie jest organizacją rządową, mimo iż współpracują z nią rządy państw. Nie jest również organizacją pozarządową, ponieważ oprócz działalności społecznej i indywidualnej obejmuje także zakres działalności państwowej. Międzynarodowy Komitet Czerwonego Krzyża otrzymał obecną nazwę w 1880 po przyjęciu jako znaku rozpoznawczego dla sanitariuszy i szpitali polowych odwrotnych barw flagi Szwajcarii (biały krzyż na czerwonym tle).
Jest to centrum informacji o jeńcach, osobach internowanych i zaginionych. Interweniuje również w tych sprawach u właściwych władz, zajmuje się poszukiwaniem zaginionych oraz wymianą jeńców podczas wojny. Komitet spieszył z pomocą humanitarną ofiarom konfliktów w Wietnamie, na Bliskim Wschodzie, w Ameryce Środkowej i Afryce. Uczestniczy w przygotowaniu projektów konwencji dotyczących humanitarnego prawa konfliktów zbrojnych. Może z upoważnienia stron walczących występować w roli mediatora i pośredniczyć w wymianie jeńców wojennych, rannych i chorych osób cywilnych.
Stanowi część składową Międzynarodowego Ruchu Czerwonego Krzyża i Półksiężyca (z działalności MKCK wywodzi się Międzynarodowy Ruch Czerwonego Krzyża i Półksiężyca, a także normy międzynarodowego prawa humanitarnego – w szczególności Konwencje genewskie i haskie – i jako jego najstarsza część jest naczelnym organem obradującym i kontrolującym pozostałe).
Może składać się maksymalnie z 25 członków, którzy spotykają się na zgromadzeniu 10 razy do roku. Ma trwały mandat prawa międzynarodowego, by pomagać jeńcom, rannym i chorym, a także cywilom dotkniętym przez konflikt. Ze swoją kwaterą w Genewie, w Szwajcarii, MKCK jest reprezentowany w około 80 państwach i skupia około 12 000 osób. Podczas konfliktów MKCK podejmuje działalność przez narodowe stowarzyszenia Czerwonego Krzyża i Czerwonego Półksiężyca i ich Międzynarodową Federację.
Jego organem prasowym jest założony w 1919 Revue internationale de la Croix Rouge.

### Mandat
Mimo że członkostwo w Komitecie nie jest międzynarodowe, to jego działalność ma taki charakter, ze względu na mandat utworzony na podstawie:
- statutu MKCK, który nakłada obowiązek przedsięwzięcia działań w sytuacjach wewnętrznej przemocy, do której nie stosuje się Konwencji Genewskich[4]
- czterech konwencji genewskich z 12 sierpnia 1949 roku o ochronie ofiar wojny:
  - I konwencji genewskiej o polepszeniu losu rannych i chorych w armiach czynnych na lądzie
  - II konwencja genewskiej o polepszeniu losu rannych, chorych i rozbitków sił zbrojnych na morzu
  - III konwencja genewskiej o traktowaniu jeńców
  - IV konwencja genewskiej o ochronie osób cywilnych podczas wojny

oraz ich protokołach dodatkowych z 8 czerwca 1977 roku
- protokół I o międzynarodowych konfliktach zbrojnych
- protokół II o konfliktach zbrojnych o charakterze niemiędzynarodowym

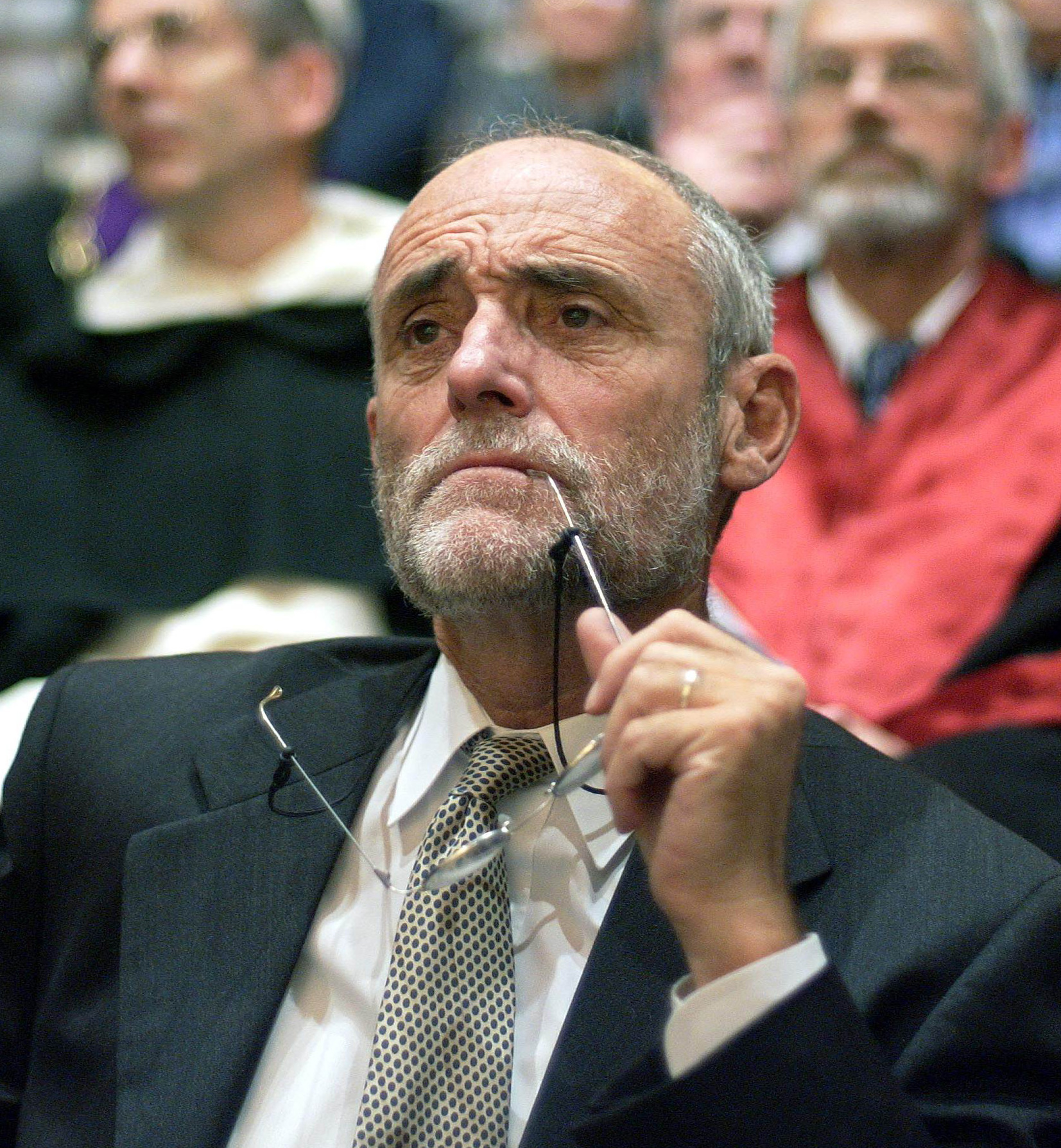
Jakob Kellenberger – przewodniczący MKCK

## Struktura wewnętrzna MKCK
Zgromadzenie MKCK jest organem naczelnym MKCK o charakterze kolegialnym. Nadzoruje wszystkie czynności MKCK, formułuje politykę, określa ogólne cele i strategię, zatwierdza budżet i rachunki.
Skład:
- Jakob Kellenberger, przewodniczący od 1 stycznia 2000
- Olivier Vodoz, wiceprzewodnicząca
- Jacques Forster, stały wiceprzewodniczący (od 1 stycznia 2008 Christine Beerli)

Rada wykonawcza jest organem kolegialnym o charakterze pomocniczym, odpowiedzialnym za ogólne prowadzenie spraw. Wykonuje także bezpośredni nadzór nad administracją MKCK. Służy jako łącznik pomiędzy Dyrektoriatem a Zgromadzeniem, które powiadamia regularnie. Składa się z 5 członków wybranych przez Zgromadzenie. Działa pod przewodnictwem przewodniczącego MKCK.
- Jakob Kellenberger, Przewodniczący
- Jacques Forster, stały przewodniczący (od 1 stycznia 2008 Ms Christine Beerli)
- Jean Abt, członek MKCK
- Jean de Courten, członek MKCK
- Jacques Moreillon, członek MKCK

Dyrektoriat jest ciałem wykonawczym MKCK, odpowiedzialny za prowadzenie spraw zgodnie z decyzjami Zgromadzenia, Rady Wykonawczej i Przewodniczącego, a jego funkcje i skład ustala regulamin.
- Angelo Gnaedinger, dyrektor generalny
- Pierre Kraehenbuehl, dyrektor operacyjny
- Jacques Stroun, dyrektor zasobów ludzkich
- Doris Pfister, Dyrektor ds. zasobów i operacji pomocniczych
- Yves Daccord, Dyrektor ds. komunikacji
- Philip Spoerri, dyrektor ds. Prawa międzynarodowego i współpracy z ruchem

Oprócz wymienionych trzech istnieją także inne departamenty, zarówno administracyjne, jak i te odpowiedzialne za poszczególne dziedziny działalności MKCK (ds. Azji i Pacyfiku, Afryki, Obu Ameryk, Bliskiego Wschodu i Północnej Afryki, Wschodniej Afryki i Azji Centralnej, Zachodniej i Centralnej Europy oraz Bałkanów).

### Personel
Członkami Komitetu są tylko i wyłącznie obywatele Szwajcarii (dobierani w drodze kooptacji), co ma zapewniać, że jego działalność na polu międzynarodowym jest wyłącznie humanitarna, bezstronna i niezależna od interesów narodowych. Taka struktura MKCK jest również bardzo istotna podczas trwania konfliktów wojennych, kiedy to żadna ze stron nie może powołać się na więzi narodowe w celu wywarcia wpływu na komitet.
Fakt, że członkowie komitetu są wyłącznie Szwajcarami, nie wyklucza możliwości, aby jego pracownicy byli innej narodowości. Więcej niż 1400 ludzi, zarówno wyspecjalizowany personel, jak i delegaci, są obecnie na polowych misjach MKCK na całym świecie. Ta praca jest wspierana przez około 11 000 miejscowych pracowników i poparta oraz koordynowana przez około 800 osób personelu w głównej kwaterze w Genewie. Priorytety mogą zmieniać się szybko, tak więc cały personel MKCK musi być elastyczny i gotowy do podróży w momencie zawiadomienia oraz pracować w niesprzyjających warunkach toczącego się konfliktu. Personel MKCK nie może odmówić skierowaniu w dowolny region świata podczas pierwszych 24 miesięcy zatrudnienia. MKCK poszukuje dojrzałych, ambitnych ludzi z umiejętnością pracy w zespole, zdolnością do współdziałania ze społecznościami o szerokiej rozmaitości cech i kultur.

## Budżet MKCK
Źródła finansowania:
- państwa strony Konwencji genewskich (rządy)
- organizacje międzynarodowe
- zasoby publiczne
- stowarzyszenia narodowe Czerwonego Krzyża i Czerwonego Półksiężyca
- zasoby prywatne
- inne

Całe finansowanie jest dobrowolne. Ciągle trwają zabiegi o nowych ofiarodawców.
Budżety:
- stały – służy do pokrywania bieżących kosztów działalności w Genewie i w terenie; w połowie jest finansowany przez rząd Szwajcarii
- „nagły” – służy do pokrywania wydatków w sytuacjach nagłego zagrożenia, który jest zasilany z wpłat wynikających po ogłoszeniu specjalnych apeli

Księgowość MKCK jest co roku szczegółowo badana przez 2 firmy (jedną szwajcarską, a drugą międzynarodową). Dokładne dane liczbowe są publikowane w dorocznym sprawozdaniu Komitetu.

## Działalność MKCK
Promocja i wprowadzanie w życie prawa humanitarnego i uniwersalnych zasad humanitaryzmu, biorąc jednocześnie pod uwagę standardy prawne, kulturalne, etyczne i religijne w dziedzinach, w których działa.
Wyłącznie humanitarna misja powstała po to, by chronić życie i godność ofiar wojny i wewnętrznej przemocy oraz zapobiegać cierpieniom towarzyszącym takim sytuacjom przez:
- wizytowanie uwięzionych – zapewnienie fizycznej i psychicznej wspólnoty z więzionym, zapobieżenie maltretowaniu
- ochrona ludności cywilnej – MKCK zbiera informacje o miejscach konfliktu, a następnie wysyła tam swoich przedstawicieli, którzy sporządzają dokładne raporty; w chwili, gdy wszystkie możliwości zapobieżenia tragedii wyczerpują się, MKCK może podjąć inicjatywę ewakuacji ludności z zagrożonych obszarów, o pomocy w scalaniu rozdzielonych rodzin oraz udzielaniu pomocy medycznej
- pomoc (wydział pomocy) – rozpoznawanie potrzeb i organizowanie, kierowanie programów pomocy; czyni przygotowania, aby dostarczana pomoc trafiała do potrzebujących. Dotyczy:

zabezpieczenia ekonomicznego
wody i środowiska
zdrowia
- opieka medyczna (wydział medyczny) – zaspokajanie pilnych potrzeb w dziedzinie leków i środków medycznych, potrzebnych do leczenia rannych, problemy zdrowia ofiar konfliktów, jak epidemie, niewystarczająca higiena czy złe odżywianie
- miny – „Miny mogą być określane mianem nigdy nie chybiających bojowników, uderzających na ślepo, noszących broń w ukryciu i mordujących na długo po wygaśnięciu konfliktu. W istocie są największym pogwałceniem międzynarodowego prawa humanitarnego, będąc ślepym terroryzmem” – delegat MKCK; Traktat ottawski o zakazie stosowania min przeciwpiechotnych jest konwencją zakazującą używania, składowania, produkcji, rozwoju, pozyskiwania i przekazywania min przeciwpiechotnych, zobowiązującą do zniszczenia zarówno tych zmagazynowanych, jak i tych, znajdujących się już w ziemi.

### Centralna agencja poszukiwawcza (od 1960)
Działalność MKCK, którą prowadzi często we współpracy ze stowarzyszeniami narodowymi, z których wiele ma swoje własne biura poszukiwań:
- zbieranie i rejestrowanie wszelkich informacji, które mogą być pomocne przy identyfikacji zmarłych, rannych i zaginionych i przekazywanie wiadomości najbliższym krewnym;
- ułatwianie korespondencji pomiędzy członkami rodzin rozdzielonych w wyniku wydarzeń, gdy przerwana zostaje wszelka inna łączność
- próby poszukiwania osób zaginionych oraz tych, o których krewni nie mają wiadomości
- wydawanie różnego rodzaju dokumentów, takich jak zaświadczenia o pobycie w niewoli, o śmierci lub dokumenty podróży.

### Dyplomacja humanitarna
Od 1990 MKCK może uczestniczyć w sesjach i pracach Zgromadzenia Ogólnego ONZ w charakterze obserwatora. Celem było promowanie współpracy pomiędzy obiema organizacjami. Ten status został przyznany w wyniku specjalnej roli i mandatów przewidywanych dla MKCK przez Konwencje Genewskie z 12 sierpnia 1949 (rozważający specjalną rolę spełnianą przez MKCK w międzynarodowych stosunkach humanitarnych).
MKCK utrzymuje również stosunki i dyskutuje o sprawach humanitarnych z głównymi organizacjami regionalnymi. Jego zadaniem jest zapewnienie, żeby swoje czynności i sprawy humanitarne zostały dobrze zrozumiane przez te ciała, które często są wzywane do interwencji ze względów politycznych albo wykonują specjalne zadania podczas konfliktów i związanych z tym kryzysów.

### Dyskretna dyplomacja (quiet diplomacy)
MKCK nie nagłaśnia problemu przed jego zbadaniem, nie udostępnia sprawozdań i raportów komisji pokontrolnych. Jest organizacją, której obca jest taktyka publicznego ujawniania naruszeń. Wizytacje są dokładnie zaplanowane i poufne, a badania wysoko sformalizowane.
Wszystkie te zabiegi mają na celu zapewnienie rzetelnej, sprawiedliwej i neutralnej oceny państwa podejrzanego o łamanie praw człowieka.

## Pokojowe Nagrody Nobla
Czerwony Krzyż otrzymywał czterokrotnie Pokojową Nagrodę Nobla: pierwszą przyznaną w historii pokojową nagrodę w 1901 otrzymał twórca Ruchu Henri Dunant, następnie w latach 1917, 1944 i 1963 – MKCK, a w 1963 wspólnie z MKCK także Liga Stowarzyszeń Czerwonego Krzyża.